# Granice vječnosti
Granice vječnosti zbirka je znanstveno fantastičnih priča koje je napisala Lois McMaster Bujold.
Obuhvaća tri kratke priče, Planine korote (1989.), Labirint (1989.)  i Granice vječnosti (1987.). Njih je autorica zasebno napisala, ali ovdje su sve te tri priče povezane u jednu cjelinu kroz zasebnu priču u kojoj Miles, na bolničkoj postelji nakon liječničkog zahvata, podnosi svoj izvještaj Simonu Illyanu, šefu CarSiga. Okvirna priča vezana je uz kontroliranje računa – kako financijskih tako i političkih – koje je imao CarSig, a povezane su s Milesovim prethodnim aktivnostima.
Kronološki radnja ove priče odvija se malo nakon radnje opisane u Braći po oružju.
Sama knjiga objavljena je 1989. godine, a autorica je za priču Planine korote osvojila nagradu Hugo i nagradu Nebula za najbolju kratku priču.

## Radnja priča

### Planine korote (kratka priča)
Žena iz zabačenog kraja, Silvy Doline pješači do Vorkosigan Surlea da prijavi svojeg muža kao ubojicu tek rođene bebe. Beba je bila rođena sa zečjom usnom i rascijepanog nepca. Milesov otac šalje svojeg sina kao svoj Glas da istraži taj slučaj i stekne nešto iskustva. Miles se susreće s primitivnim predrasudama svojih podanika, koji ga izbjegavaju kao degeneričnog mutanta. Ipak to ga ne zaustavlja da riješi tajnu koja stoji iza samog ubojstva. Ženin muž nije bio taj koji je ubio dijete već je to bila djetetova baka, pragmatično provodeći zastrašujuću barrayarsku tradiciju. U skladu s otkrivenim činjenicama Miles provodi pravdu ali i u odgovarajućoj mjeri također i opraštanje.
Ova se priča može besplatno pronaći na Internetu u podijeljenom formatu na Baen Free Library.

### Labirint (kratka priča)
S dendarijskom krstaricom Ariel Miles kreće na misiju za Jacksonovo Skrovište navodno da kupi oružje, ali njegov zadatak je zapravo da prokrijumčari genetičara dr. Hugha Canabea iz nadzora njegovog trenutnog poslodavca i u ruke barrayarske vlasti. Canabe međutim zaustavlja taj pothvat jer odbija otići bez određenih pokusnih uzoraka, a koje je ubrizgao u potkoljenicu jednog svog ranijeg genetskog eksperimenta, prototip "super-vojnika" stvoren kombiniranjem ljudske, vučje i konjske DNK. Da stvar bude još gora, taj prototip je prodan paranoičnom i sadističkom Barunu Ryovalu kojeg je Miles nedavno uvrijedio.
Miles provaljuje u Ryovalov laboratorij, ali je brzo uhvaćen i zatvoren u isti prostor gdje su ostavili Canabeov opasni eksperiment. Taj "uzorak" zapravo je dva i pol metarski vukodlak upotpunjen očnjacima, kandžama, super ljudskom snagom kao i brzinom te monstruoznim apetitom. Miles je šokiran kad otkriva da je stvorenje zapravo žena i usprkos svom zastrašujućem izgledu, ona je pametna i emocionalno ranjiva djevojka. Izaziva Milesa da joj dokaže kako vjeruje da je i ona ljudsko biće tako što vodi ljubav s njom. Miles tako udovoljava svojoj slabosti za visokim i jakim ženama. Nudi joj novi život u okviru Dendarijskih plaćenika, kao i ime: Taura. Provode nekoliko sati pokušavajući pobjeći, zbog toga uspijevaju izvršiti sabotažu kao i osvetu prema Barunu Ryovalu prije nego što dendarijski kapetan Bel Thorn dogovori otkupninu.
Postignuti dogovor Milesu je neprihvatljiv i razmjena se pretvara u manju borbu s Ryovalovim osiguranjem. Iako nije bila trenirana za borbu Taura pokazuje izvanredan sirovi talent i značajno doprinosi svojem vlastitom spašavanju. U bijegu također oslobađaju i jednu glazbenicu - qvadra s kojom se hermafrodit Bel Thorn zbližava. Uspijevaju stići do krstarice Ariel i napuštaju Jacksonov sistem. Miles stvara zbrku i izbjegava potjeru prenoseći različite laži (kao i par bitnih istina) Ryovalu i njegovom protivniku, Barunu Fellu krijumčaru oružja.

### Granice vječnosti (kratka priča)
Miles je na tajnom zadatku, prerušen je u Marilakskog vojnika, dopušta da bude uhvaćen od Cetagandanaca koji su napali i okupirali Marilak. Biva otpremljen u zatvor s maksimalnim osiguranjem na Dagooli IV. Njegov zadatak je da jednog od zatvorenika izbaviti odatle, ali bit će prisiljen da improvizira kada s pokaže da je ta osoba već umrla. Uz malu pomoć Suegara, vjerskog fanatika, i Tris, vođe ženske skupine zarobljenika, uspijeva ponovno uspostaviti red i civilizaciju u okviru zatvora. Čak i više od toga, na brzinu podučava ostale zarobljenike u postupku brzog ukrcavanja i organizira uspješni masivni bijeg zarobljenika.
Kao posljedica toga Cetagandanci su obećali popriličnu sumu novca svim plaćenicima za hvatanje admirala Naismitha. Oni (a kako se čini skoro i svi drugi u svemiru) nisu svjesni da su Naismit i Vorkosigan jedna te ista osoba.